# 2821 Slávka
2821 Slávka este un asteroid din centura principală, descoperit pe 24 septembrie 1978, de Zdeňka Vávrová.